# Corynosoma otariae
Corynosoma otariae är en hakmaskart som beskrevs av Fausto Morini och Boero 1961. Corynosoma otariae ingår i släktet Corynosoma och familjen Polymorphidae. Inga underarter finns listade i Catalogue of Life.